# Vargula hilgendorfii
Vargula hilgendorfii és una espècie de crustaci ostracode, anteriorment ubicat dins el gènere Cypridina sota el nom de Cypridina hilgendorfii. Viu a les aigües que envolten el Japó.V. hilgendorfii abans era una espècie molt comuna, però actualment les seves poblacions han davallat molt.

## Descripció
V. hilgendorfii fa 3 mm de llarg. És d'hàbit nocturn.

## Bioluminescència

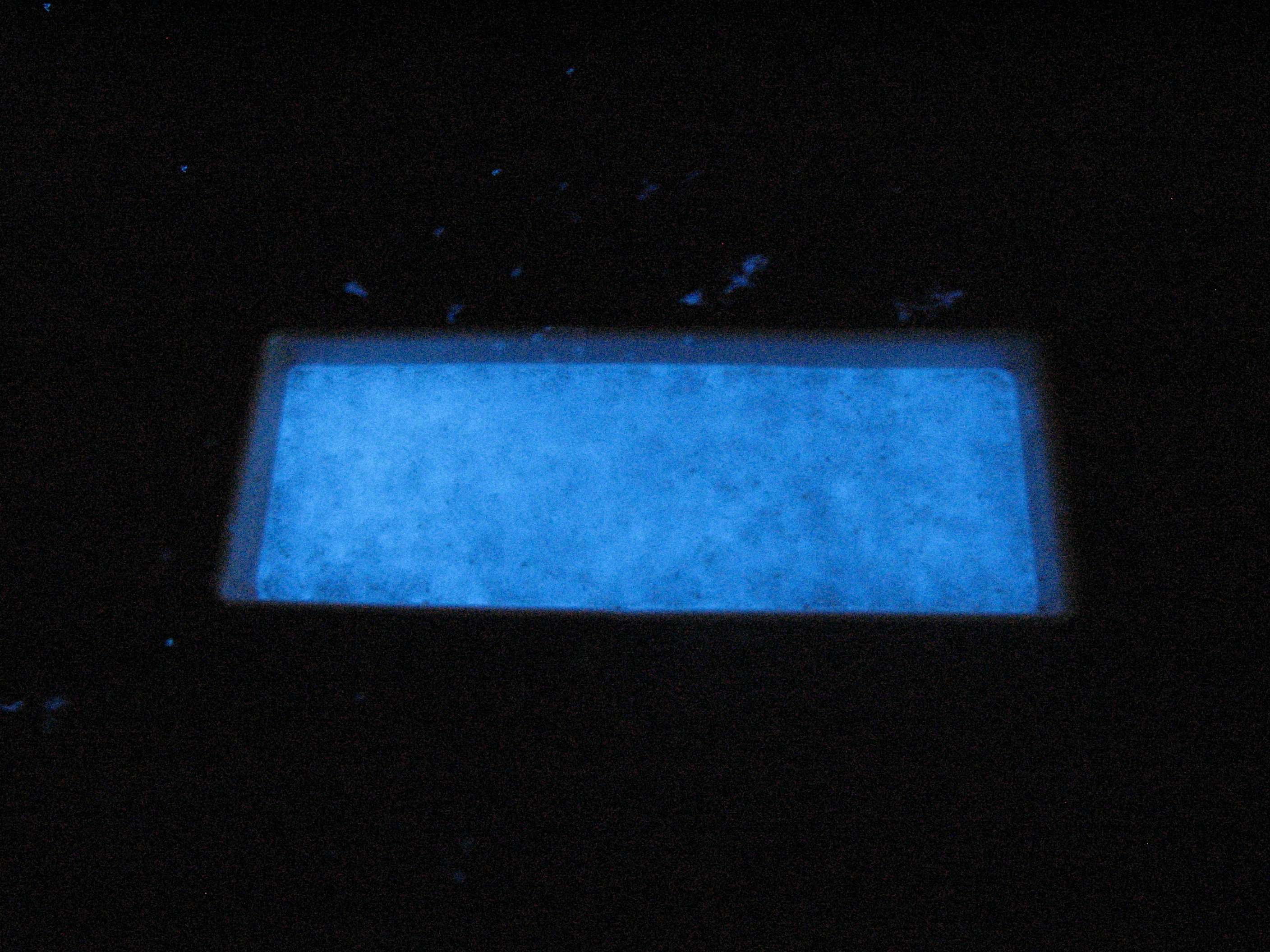
Un aquari amb Vargula hilgendorfii que emeten llum.

Aquesta espècie és coneguda per produir una forma de luciferina, anomenada Cypridina luciferin o Vargulin en anglès.
Emeten una llum blava o violada, la longitud d'ona varia de 448 a 452 nm dins l'aigua marina, però en teoria poden arribar a fins a 463 nm.